# Военно-исторический комплекс имени Н. Д. Гулаева
Военно-исторический комплекс имени Н. Д. Гулаева — музей, одна из главных достопримечательностей в городе Аксай, Ростовская область. Открыт в 1998 году. Располагается на территории природоохранного заповедника областного значения «Мухина балка», который также является памятником областного значения.
Носит имя Николая Дмитриевича Гулаева ― генерал-полковника авиации, дважды Героя Советского союза и третьего из советских асов по числу сбитых самолётов. Такое название было присвоено музею не просто так: Гулаев сам был уроженцем станицы Аксайской.
Комплекс располагает обширной коллекцией вооружения, начиная с артиллерийских орудий и заканчивая самолётами и ракетами.
Музей состоит из двух основных частей. Первая — «Заглубленный командный пункт Северо-Кавказского военного округа». Командный пункт расположен глубоко под землёй и имеет множество лабиринтов и коммуникаций. Был построен в 1960-х годах на случай начала Третьей мировой войны.
Второй частью является открытая площадка с выставкой образцов боевой техники советской и российской армии XX века. На площадках музея представлено вооружение от начала XX века (как то времён Русско-японской войны) и до антитеррористической операции в Чеченской республике.
Среди экспонатов открытой выставки: бронетехника (Т-72, БМП-2), артиллерийские и зенитные орудия, макеты ракет, плавающие инженерные средства (ПТС-М), самолеты (АН-2, МиГ-23), бронированные тягачи и т.д.
Выставка боевой техники под открытым небом ежегодно пополняется. В скором времени здесь планируется создать одну из самых объемных на юге России экспозиций отечественной военной техники и оружия XX века.
Комплекс расположен в центральной части природоохранного заказника областного значения «Мухина балка», излюбленного места для отдыха у местных жителей.
Военно-исторический комплекс работает ежедневно с 9.00 до 17.00 час., без выходных.